# 5547 Acadiau
5547 Acadiau este un asteroid din centura principală de asteroizi.

## Descriere
5547 Acadiau este un asteroid din centura principală de asteroizi. A fost descoperit pe 11 iunie 1980 la Observatorul Palomar de Carolyn S. Shoemaker. Asteroidul prezintă o orbită caracterizată de o semiaxă mare de 2,62 ua, o excentricitate de 0,12 și o înclinație de 12,7° în raport cu ecliptica.